# Saint-Lactencin
Saint-Lactencin is een gemeente in het Franse departement Indre (regio Centre-Val de Loire) en telt 394 inwoners (2004). De plaats maakt deel uit van het arrondissement Châteauroux.

## Geografie
De oppervlakte van Saint-Lactencin bedraagt 31,5 km², de bevolkingsdichtheid is 12,5 inwoners per km².
De onderstaande kaart toont de ligging van Saint-Lactencin met de belangrijkste infrastructuur en aangrenzende gemeenten.

## Demografie
Onderstaande figuur toont het verloop van het inwonertal (bron: INSEE-tellingen).